# Chapelle des Jésuites de Québec
Pour les articles homonymes, voir Chapelle des Jésuites.
La chapelle des Jésuites de Québec est un édifice religieux catholique de la ville de Québec au Canada. Érigée de 1818 à 1820 sur le terrain de l'ancien collège jésuite, à partir de plans conçus par l'architecte François Baillairgé, elle ne fut confiée aux Jésuites qu'en 1907. Située à l'entrée du Vieux-Québec, elle fait face à la porte Kent.

## Histoire

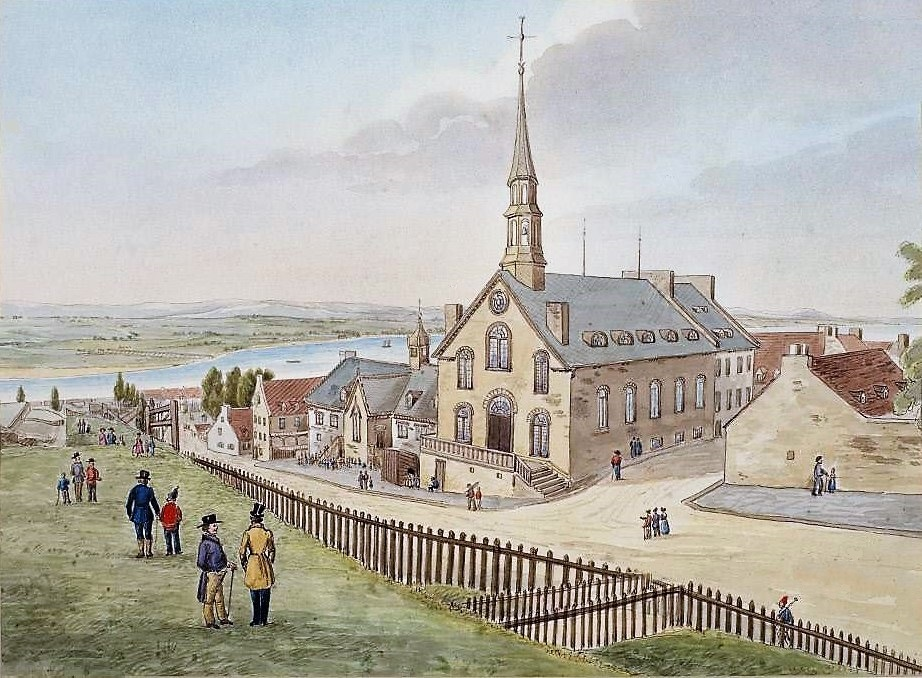
La chapelle peinte en 1829 par James Pattison Cockburn.

Lorsque, par la publication du bref pontifical Dominus ac Redemptor (1773) la Compagnie de Jésus est supprimée, l'évêque de Québec refuse de les voir disparaître de son diocèse. Cependant le gouvernement britannique ne permet pas que des Jésuites européens trouvent refuge dans la province de Québec. Le dernier membre de la communauté jésuite locale de Québec, Jean-Joseph Casot, meurt en 1800. Le collège des Jésuites est alors géré par la congrégation Notre-Dame-de-Québec.
Le 9 novembre 1817, l'archevêque Joseph-Octave Plessis autorise la construction d'une nouvelle chapelle pour les services religieux de la congrégation religieuse et son collège. Le terrain de la chapelle est cédé avec lettres patentes par l'administrateur colonial John Coape Sherbrooke. La construction débute en 1818 et se termine en 1820.
En 1849, les Jésuites sont de retour à Québec. Bien qu'ils s'installent dans un nouveau bâtiment conçu par Charles Baillairgé juste à côté de la chapelle en 1856, celle-ci ne leur sera cédée qu'en 1907.
Le lieu est agrandi en 1857. On compte désormais neuf fenêtres de chaque côté, au lieu de cinq. En 1930, les architectes Ludger Robitaille et Gabriel Desmeules conçoivent une nouvelle façade et modifient la forme du toit. En 1949, les tribunes de la nef sont enlevées.

## Galerie

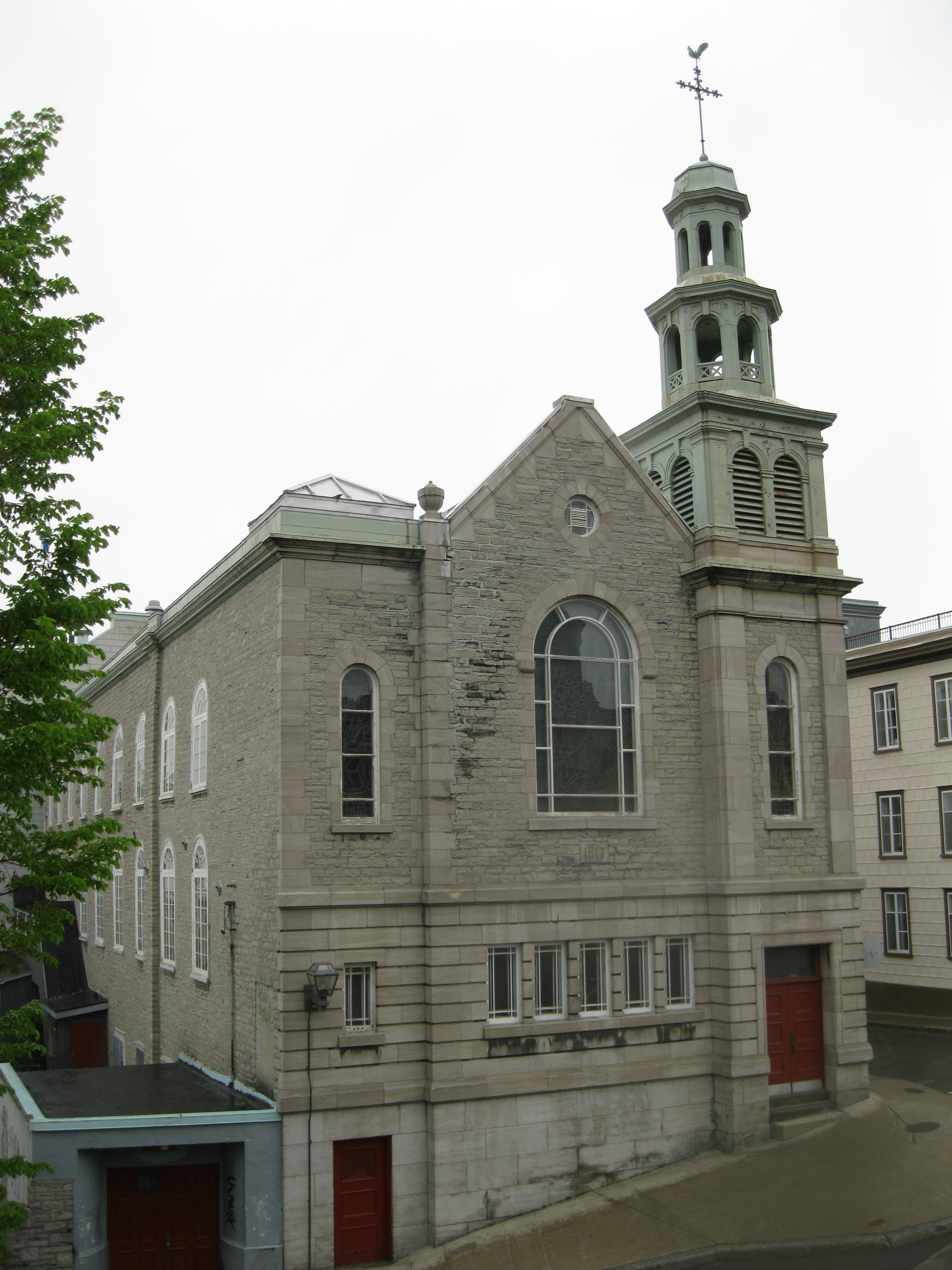
Façade de la chapelle en 2013
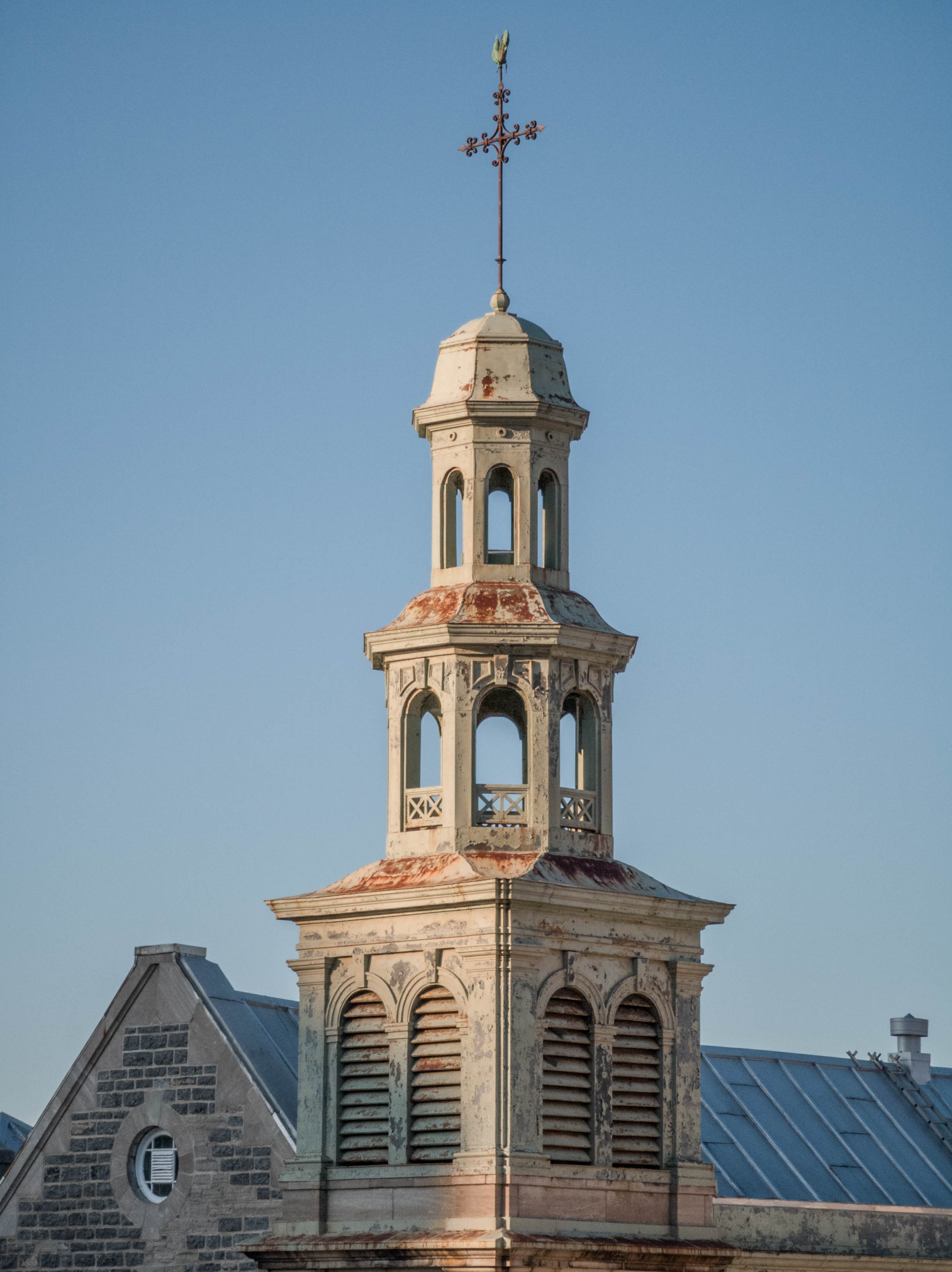
Clocher en 2019
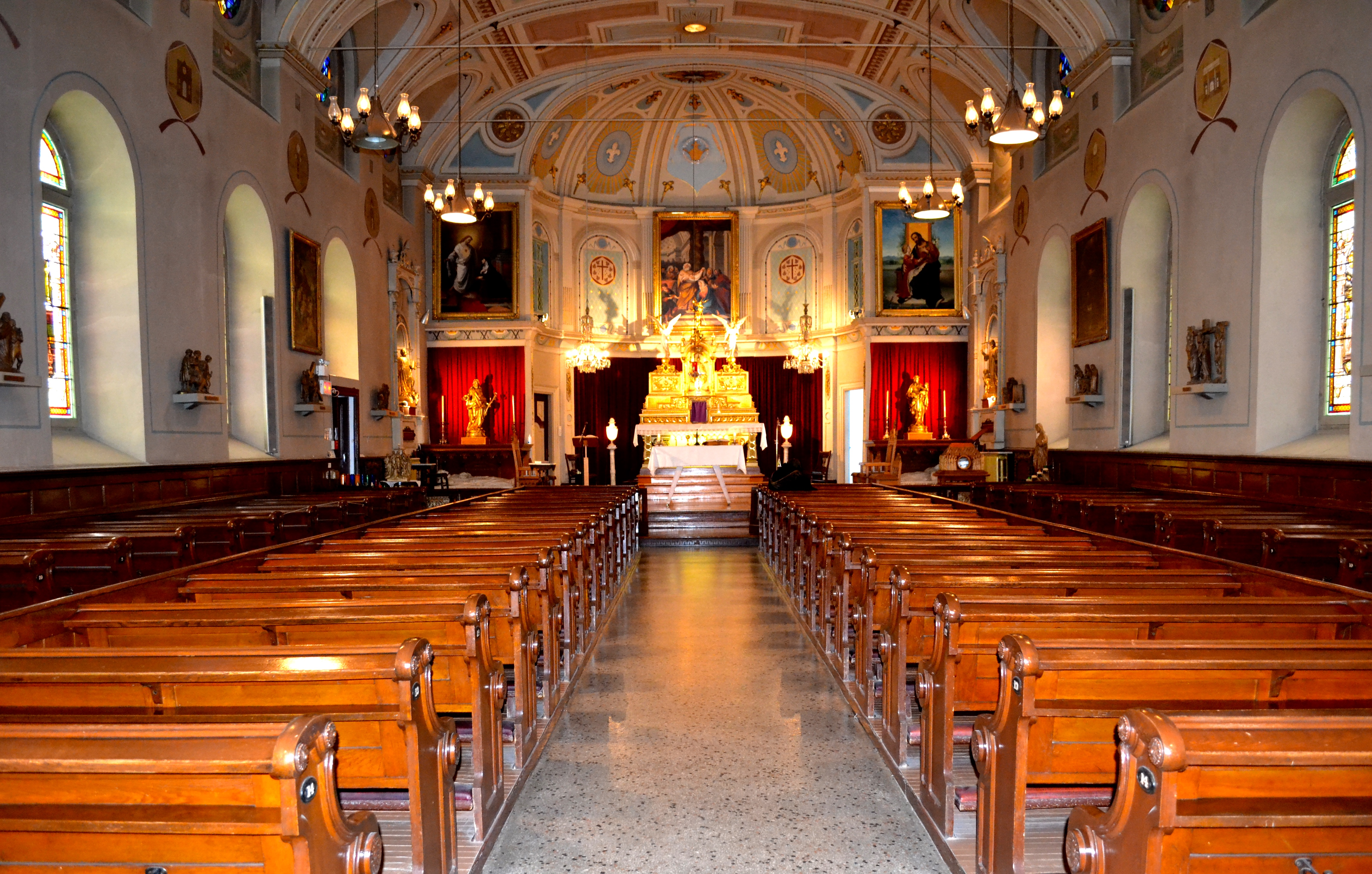
Intérieur de la chapelle en 2015
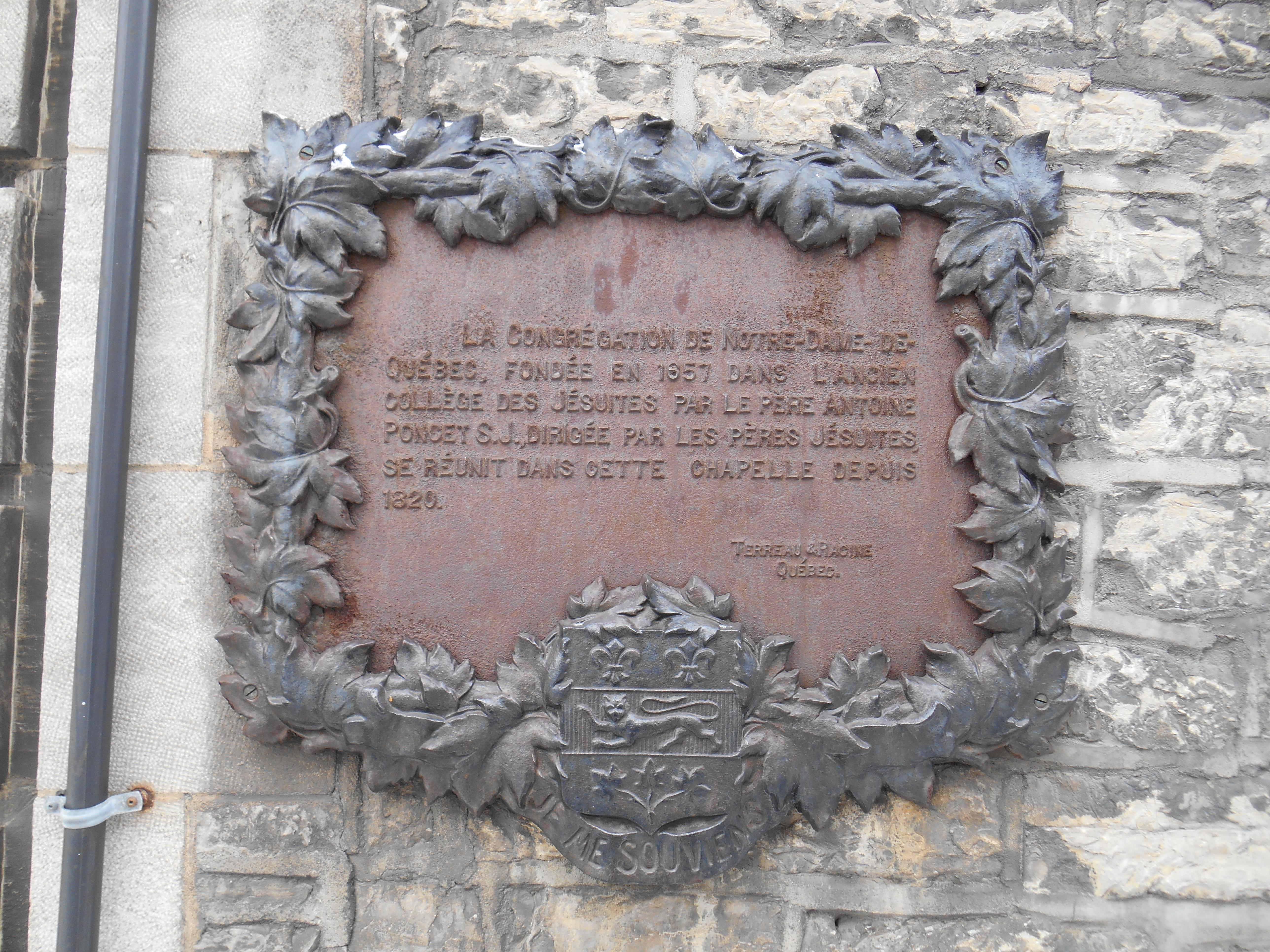
Plaque commémorative